# Danis helga
Danis helga är en fjärilsart som beskrevs av Grose-smith 1898. Danis helga ingår i släktet Danis och familjen juvelvingar. Inga underarter finns listade i Catalogue of Life.